# 维莱康普萨尔
维莱康普萨尔（法語：Villers-Campsart）是法国皮卡第大区索姆省的一个市镇，属于亚眠区奥尔努瓦堡县。该市镇2009年时的人口为152人。

## 人口
维莱康普萨尔人口变化图示
| 数据来源：INSEE |